# Pyrrocoma insecticruris
Pyrrocoma insecticruris là một loài thực vật có hoa trong họ Cúc. Loài này được (L.F.Hend.) A.Heller miêu tả khoa học đầu tiên năm 1900.